# Newville, Alabama
Newville là một thị trấn thuộc quận Henry, tiểu bang Alabama, Hoa Kỳ. Dân số năm 2009 là 543 người, mật độ đạt 52 người/km².